# Парижане (телесериал)
«Парижане» — телевизионный сериал, снятый в 2006 году, релиз которого вышел на DVD в 2010 году.

## Сюжет
Одна из российских деревень в глухой провинции носит название Париж.
В деревню эту съезжаются разочаровавшиеся в столицах: бывший депутат, бывший чиновник, некогда популярный эстрадный певец, бизнесмен с криминальным прошлым, разочаровавшийся в себе учёный, брошенная любовником тренер по фитнесу… Все они когда-то были жителями деревни и вот возвращаются на родину…

### 1-я серия
У бизнесмена с криминальным уклоном Александра Кудашова (Игорь Баголей) трудовые будни — идёт перестрелка. Он решает, взяв двух своих охранников — Игоря и Влада, на пару месяцев уехать в Париж — дескать, там поспокойнее. Следователь Стёпа Мельников (Владимир Сычёв) докладывает своему шефу — майору Седову (Вадим Андреев) — о том, как прошла разборка Кудашова (по прозвищу Александр Невский) с бандитами группировки Рамазана. Степан предлагает немедленно арестовать Кудашова, но Седов убеждает его в том, что сейчас по Кудашову нет улик, поэтому его придётся быстро освободить. Кудашов приобретает пару автомашин Шевроле-Нива и оставляет «на хозяйстве» своего помощника (Валентин Голубенко).
Бизнесмен Алексей Костров (Вячеслав Кулаков) никак не может наладить дела в фирме и в семье. В его собственной фирме, торгующей нижним бельём, кто-то работает против него, а жена Кострова Люсьен (Ксения Буравская) является любовницей злейшего конкурента, криминального авторитета Сысоева (Юрий Шерстнёв).
Депутат Верховного совета Леонид Трофимович Руднев (Михаил Янко) тоже собирается в Париж, отдохнуть от суеты и параллельно собрать деньги на новую избирательную кампанию — ведь рейтинги почти нулевые.
Певец Димон (Виталий Альшанский) ссорится со своим продюсером и так лажает под «фанеру» на концертах, что на последнем его закидали помидорами немногочисленные зрители. Поскольку после концерта его ждёт инвестор Сысоев и, очевидно, потребует денег, то Димон решает бежать в Париж.
Хирург Елена Кудрявцева (Татьяна Орлова), устав от скучной работы в Минздраве и от собственных проблем в семье и на работе, на волне депрессии решает спрятаться в Париж.

## В ролях
- Пьер Ришар — Михаил Кувалдин
- Игорь Баголей — Александр Фролович Кудашов, криминальный бизнесмен по прозвищу «Саша Невский»
- Александр Кузьмин — Ступников, охранник Кудашова
- Валентин Голубенко — помощник Кудашова
- Вадим Андреев — Владимир Павлович Седов, следователь, майор милиции
- Владимир Сычёв — Степан Мельников, следователь
- Вячеслав Кулаков — Алексей Костров, бизнесмен
- Ксения Буравская — Люсьен Кострова
- Геннадий Митник — Коля, помощник Кострова
- Юрий Шерстнёв — Сысоев
- Михаил Янко — Леонид Трофимович Руднев, депутат Верховного совета
- Виталий Альшанский — Дмитрий Милютин, певец «Димон»
- Татьяна Орлова — хирург Елена Кудрявцева
- Амалия Гольданская — Александра Панфёрова
- Елена Захарова — Настя Забавникова
- Анатолий Калмыков — Афанасий Лущан
- Оксана Сташенко — Татьяна Лущан
- Наталья Яковлева — Катерина Селиванова (в титрах как Наталья Малиновская)
- Сергей Волков — Жора Христофоров
- Виталий Пономарёв — Селиванов
- Дмитрий Черных — Чума, друг детства Кудашова
- Александр Числов — Чумка, друг детства Кудашова
- Игорь Коробов — Протасов
- Евгения Бордзиловская — Жаклин Лиходей
- Антон Макарский — внук Кувалдина, пастух и начинающий певец
- Светлана Агеева — Ширак
- Людмила Кожаева — Дюма
- Галина Фёдорова — Василиса Селиванова
- Виктор Мамонов — Данилин, заместитель главы администрации
- Елена Ковальчук — администратор Лёля
- Сергей Ильин — Антон Лущан
- Михаил Богдасаров — Покровский
- Валентин Голубенко — Гильза
- Сергей Астахов — Ветров
- Юрий Цурило — Виктор Степанович
- Георгий Мартиросян — Стасов, директор команды «Спартак»
- Геннадий Логофет — Логофет
- Юрий Думчев — охранник Сысоева

## Факты
- Фильм был снят летом и осенью 2005 года, съёмки проходили в Тамбовской области[2]. В 2006 году закончен монтаж и озвучивание фильма, но на экраны он не вышел. Появился в продаже на DVD дисках в 2010 году (официально объявлено о начале продаж 26 января 2010 года)[3].

В 2005 году в съёмках фильма приняли участие футболисты московского «Спартака»: Дмитрий Аленичев, Денис Бояринцев, Максим Калиниченко, Алексей Зуев и Алексей Ребко. Футболисты отказались от дублёров и сами активно участвовали в работе над самой смешной сценой сериала — футбольном матче с игроками деревни Париж (по сюжету), который проходил по колено в жидкой грязи.